# British and Irish Cup
La British and Irish Cup és una competició anual de rugbi de segon nivell, amb clubs britànics i irlandesos semiprofessionals que tenen a les seves plantilles jugadors suplents dels primers equips (que juguen la premiership anglesa o el Pro12) o de la pedrera. Es va dur a terme per primera vegada a la temporada 2009-10. Un total de vint-i-quatre equips van participar en l'edició inaugural provinents d'Anglaterra (12), Irlanda (3), Escòcia (3) i Gal·les (6). Per a la temporada 2012-13, la competició es va ampliar a trenta-dos equips amb dotze equips anglesos, 4 d'irlandesos i escocesos i dotze gal·lesos. i per primera vegada, partits de la fase de grups es van jugar en el sistema de doble volta. Per a les temporades 2013-14 el nombre d'equips participants es va reduir a vint amb els participants gal·lesos reduïts de 12 a 4, i l'edició de 2014-15 s'ha reduït a vint equips amb la retirada dels clubs escocesos.
Cinc clubs diferents han guanyat el torneig: Cornish Pirates, Bristol i Worcester Guerrers d'Anglaterra, i Munster A i Leinster A d'Irlanda. Leinster A, l'any 2013, va batre Leeds Carnegie 44 – 17 a la final esdevenint el primer equip que revalidava el títol.

## Finals
| Any     | Guanyador          | Puntuació | Finalista         | Local                       | Assistència |
| ------- | ------------------ | --------- | ----------------- | --------------------------- | ----------- |
| 2009–10 | Cornish Pirates    | 23 – 14   | Munster A         | Recreation Ground, Camborne | 4,240       |
| 2010–11 | Bristol            | 17 – 14   | Bedford Blues     | Memorial Ground, Bristol    | 4,375       |
| 2011–12 | Munster A          | 31 – 12   | Cross Keys        | Musgrave Park, Cork         | 3,000       |
| 2012–13 | Leinster A         | 18 – 17   | Newcastle Falcons | Kingston Park, Newcastle    | 3,838       |
| 2013–14 | Leinster A         | 44 – 17   | Leeds Carnegie    | Donnybrook, Dublín          | 2,024       |
| 2014–15 | Worcester Warriors | 35 – 5    | Doncaster Knights | Castle Park, Doncaster      | 3,115       |

## Temporades

### 2009–10
La temporada inaugural fou disputada per 24 equips:
- 12 equips del Campionat de RFU anglès de rugbi.
- 3 províncies irlandeses amb un equip denominat A.
- 3 equips escocesos, 2 clubs potents de la Scottish Premiership i la Gael Force, i un combinat de jugadors de la National Academy.
- 6 clubs superiors del Principality Premiership gal·lès.

Els equips van ser dividits en quatre grups de sis equips, una fase de semi-finals i la gran final. Cada equip va jugar una única vegada contra el seu rival, ja fos com a local o com a visitant. Dos equips anglesos (Cornish Pirates i Doncaster) i dos equips irlandesos (Munster A i Ulster Corbs) van ser els campions dels seus grups, i després de les semifinals, els Cornish Pirates batrien a Munster A en la primera final del torneig.
|  | Semifinals                   | Semifinals |    |  | Final                   | Final |  |
|  |                              |            |    |  |                         |       |  |
|  | 25 abril 2010 - Camborne     |            |    |  |                         |       |  |
|  | Cornish Pirates              | 43         |    |  |                         |       |  |
|  | Doncaster                    | 5          |    |  |                         |       |  |
|  |                              |            |    |  |                         |       |  |
|  |                              |            |    |  | 16 maig 2010 - Camborne |       |  |
|  |                              |            |    |  | Cornish Pirates         | 23    |  |
|  |                              | Munster A  | 14 |  |                         |       |  |
|  |                              |            |    |  |                         |       |  |
|  |                              |            |    |  |                         |       |  |
|  |                              |            |    |  |                         |       |  |
|  | 24 abril 2010 - Thomond Park |            |    |  |                         |       |  |
|  | Munster A                    | 27         |    |  |                         |       |  |
|  | Ulster Ravens                | 3          |    |  |                         |       |  |

### 2010–11
L'assignació dels equips per la segona temporada va ser molt similar a la primera.
- 12 equips del Campionat de RFU anglès de rugbi.
- 3 províncies irlandeses amb un equip denominat A.
- 3 equips escocesos de la Scottish Premiership
- 6 clubs superiors del Principality Premiership gal·lès.

El format fou el mateix que la primera temporada, tan sols introduint els quarts de finals.
|  | Quarts de final                | Quarts de final                 |                                |    | Semifinals | Semifinals |  |  | Final | Final |
|  |                                |                                 |                                |    |            |            |  |  |       |       |
|  | 5 març 2011 - Sardis Road      |                                 |                                |    |            |            |  |  |       |       |
|  |                                |                                 |                                |    |            |            |  |  |       |       |
|  | Pontypridd                     | 12                              |                                |    |            |            |  |  |       |       |
|  | Pontypridd                     | 12                              | 23 abril 2011 - Sardis Road    |    |            |            |  |  |       |       |
|  | Llanelli                       | 10                              |                                |    |            |            |  |  |       |       |
|  | Llanelli                       | 10                              | Pontypridd                     | 25 |            |            |  |  |       |       |
|  | 6 març 2011 - Memorial Stadium |                                 | Pontypridd                     | 25 |            |            |  |  |       |       |
|  |                                | Bristol                         | 36                             |    |            |            |  |  |       |       |
|  | Bristol                        | Bristol                         | 36                             | 29 |            |            |  |  |       |       |
|  | Bristol                        |                                 | 7 maig 2011 - Memorial Stadium | 29 |            |            |  |  |       |       |
|  | Ayr                            | 19                              |                                |    |            |            |  |  |       |       |
|  | Ayr                            | 19                              | Bristol                        | 17 |            |            |  |  |       |       |
|  | 5 març 2011 - Goldington Road  |                                 | Bristol                        | 17 |            |            |  |  |       |       |
|  |                                | Bedford Blues                   | 14                             |    |            |            |  |  |       |       |
|  | Bedford Blues                  | Bedford Blues                   | 14                             | 50 |            |            |  |  |       |       |
|  | Bedford Blues                  | 23 abril 2011 - Goldington Road |                                | 50 |            |            |  |  |       |       |
|  | Leinster A                     | 15                              |                                |    |            |            |  |  |       |       |
|  | Leinster A                     | 15                              | Bedford Blues                  | 43 |            |            |  |  |       |       |
|  | 5 març 2011 - Sixways Stadium  |                                 | Bedford Blues                  | 43 |            |            |  |  |       |       |
|  |                                | Worcester Warriors              | 27                             |    |            |            |  |  |       |       |
|  | Worcester Warriors             | Worcester Warriors              | 27                             | 57 |            |            |  |  |       |       |
|  | Worcester Warriors             |                                 |                                | 57 |            |            |  |  |       |       |
|  | Moseley                        | 15                              |                                |    |            |            |  |  |       |       |
|  | Moseley                        | 15                              |                                |    |            |            |  |  |       |       |

### 2011–12
L'assignació dels equips per la tercera temporada fou idèntica a la de la segona temporada. La fase de grups va viure un canvi de format i es va passar a sis grups de 4 equips permetent a cada equip dos partits com a local i dos com a visitant. Els partits entre equips anglesos van ser jugats entre setmana. El sistema de competició fou que els millors de cada grup i els dos millors segons avançaren a quarts de final.
|  | Quarts de final               | Quarts de final           |                               |    | Semifinals | Semifinals |  |  | Final | Final |
|  |                               |                           |                               |    |            |            |  |  |       |       |
|  | 22 gener 2012 – Donnybrook    |                           |                               |    |            |            |  |  |       |       |
|  |                               |                           |                               |    |            |            |  |  |       |       |
|  | Leinster A                    | 32                        |                               |    |            |            |  |  |       |       |
|  | Leinster A                    | 32                        | 6 abril 2012 – RDS            |    |            |            |  |  |       |       |
|  | Pontypridd                    | 0                         |                               |    |            |            |  |  |       |       |
|  | Pontypridd                    | 0                         | Leinster A                    | 29 |            |            |  |  |       |       |
|  | 20 gener 2012 – Ravenhill     |                           | Leinster A                    | 29 |            |            |  |  |       |       |
|  |                               | Munster A                 | 36                            |    |            |            |  |  |       |       |
|  | Ulster Ravens                 | Munster A                 | 36                            | 9  |            |            |  |  |       |       |
|  | Ulster Ravens                 |                           | 27 abril 2012 – Musgrave Park | 9  |            |            |  |  |       |       |
|  | Munster A                     | 20                        |                               |    |            |            |  |  |       |       |
|  | Munster A                     | 20                        | Munster A                     | 31 |            |            |  |  |       |       |
|  | 21 gener 2012 – Pandy Park    |                           | Munster A                     | 31 |            |            |  |  |       |       |
|  |                               | Cross Keys                | 12                            |    |            |            |  |  |       |       |
|  | Cross Keys                    | Cross Keys                | 12                            | 32 |            |            |  |  |       |       |
|  | Cross Keys                    | 7 abril 2012 – Pandy Park |                               | 32 |            |            |  |  |       |       |
|  | Llanelli                      | 8                         |                               |    |            |            |  |  |       |       |
|  | Llanelli                      | 8                         | Cross Keys                    | 20 |            |            |  |  |       |       |
|  | 22 gener 2012 – Mennaye Field |                           | Cross Keys                    | 20 |            |            |  |  |       |       |
|  |                               | Cornish Pirates           | 16                            |    |            |            |  |  |       |       |
|  | Cornish Pirates               | Cornish Pirates           | 16                            | 33 |            |            |  |  |       |       |
|  | Cornish Pirates               |                           |                               | 33 |            |            |  |  |       |       |
|  | Nottingham                    | 3                         |                               |    |            |            |  |  |       |       |
|  | Nottingham                    | 3                         |                               |    |            |            |  |  |       |       |

### 2012–13
L'edició de 2012-2013 varia considerablement amb l'expansió de 24 a 32 equips que competeixen a doble volta en la fase de grups. L'assignació dels equips per la quarta temporada fou:
- 12 equips provinents del RFU Championship.
- 4 províncies irlandeses representades pels seus equips 'A'.
- 4 equips de Scottish Premiership
- 12 clubs de la Principality Premiership.

La fase de grups va veure un canvi considerable de format consistent en vuit grups de quatre equips. Els partits d'aquesta fase coincidien amb els de la Heineken Cup i la Amlin Cup. L'equip guanyador de cada grup es classificava per als quarts de final.
|  | Quarts de final                 | Quarts de final              |                                 |    | Semifinals | Semifinals |  |  | Final | Final |
|  |                                 |                              |                                 |    |            |            |  |  |       |       |
|  | 6 abril 2013 - Goldington Road  |                              |                                 |    |            |            |  |  |       |       |
|  |                                 |                              |                                 |    |            |            |  |  |       |       |
|  | Bedford Blues                   | 32                           |                                 |    |            |            |  |  |       |       |
|  | Bedford Blues                   | 32                           | 27 abril 2013 - Goldington Road |    |            |            |  |  |       |       |
|  | Llanelli                        | 18                           |                                 |    |            |            |  |  |       |       |
|  | Llanelli                        | 18                           | Bedford Blues                   | 15 |            |            |  |  |       |       |
|  | 5 abril 2013 - Kingston Park    |                              | Bedford Blues                   | 15 |            |            |  |  |       |       |
|  |                                 | Newcastle Falcons            | 18                              |    |            |            |  |  |       |       |
|  | Newcastle Falcons               | Newcastle Falcons            | 18                              | 72 |            |            |  |  |       |       |
|  | Newcastle Falcons               |                              | 17 maig 2013 – Kingston Park    | 72 |            |            |  |  |       |       |
|  | Nottingham                      | 17                           |                                 |    |            |            |  |  |       |       |
|  | Nottingham                      | 17                           | Newcastle Falcons               | 17 |            |            |  |  |       |       |
|  | 7 abril 2013 - Mennaye Field    |                              | Newcastle Falcons               | 17 |            |            |  |  |       |       |
|  |                                 | Leinster A                   | 18                              |    |            |            |  |  |       |       |
|  | Cornish Pirates                 | Leinster A                   | 18                              | 9  |            |            |  |  |       |       |
|  | Cornish Pirates                 | 26 abril 2013 - Garryowen FC |                                 | 9  |            |            |  |  |       |       |
|  | Munster A                       | 10                           |                                 |    |            |            |  |  |       |       |
|  | Munster A                       | 10                           | Munster A                       | 15 |            |            |  |  |       |       |
|  | 7 abril 2013 - Memorial Stadium |                              | Munster A                       | 15 |            |            |  |  |       |       |
|  |                                 | Leinster A                   | 17                              |    |            |            |  |  |       |       |
|  | Bristol                         | Leinster A                   | 17                              | 26 |            |            |  |  |       |       |
|  | Bristol                         |                              |                                 | 26 |            |            |  |  |       |       |
|  | Leinster A                      | 30                           |                                 |    |            |            |  |  |       |       |
|  | Leinster A                      | 30                           |                                 |    |            |            |  |  |       |       |

### 2013–14
El nombre dels equips que juguen en la cinquena competència va ser reduït de trenta-dos a vint-i-quatre, amb una reducció d'equips gal·lesos de dotze a quatre:
- 12 equips provinents del RFU Championship.
- 4 províncies irlandeses representades pels seus equips 'A'.
- 4 equips de Scottish Premiership
- 12 clubs de la Principality Premiership.

|  | Quarts de final                   | Quarts de final                |                             |    | Semifinals | Semifinals |  |  | Final | Final |
|  |                                   |                                |                             |    |            |            |  |  |       |       |
|  | 5 abril 2014 – Mennaye Field      |                                |                             |    |            |            |  |  |       |       |
|  |                                   |                                |                             |    |            |            |  |  |       |       |
|  | Cornish Pirates                   | 14                             |                             |    |            |            |  |  |       |       |
|  | Cornish Pirates                   | 14                             | 26 abril 2014 – Sardis Road |    |            |            |  |  |       |       |
|  | Pontypridd                        | 16                             |                             |    |            |            |  |  |       |       |
|  | Pontypridd                        | 16                             | Pontypridd                  | 22 |            |            |  |  |       |       |
|  | 4 abril 2014 – Donnybrook         |                                | Pontypridd                  | 22 |            |            |  |  |       |       |
|  |                                   | Leinster A                     | 22                          |    |            |            |  |  |       |       |
|  | Leinster A                        | Leinster A                     | 22                          | 47 |            |            |  |  |       |       |
|  | Leinster A                        |                                | 23 maig 2014 – Donnybrook   | 47 |            |            |  |  |       |       |
|  | Munster A                         | 15                             |                             |    |            |            |  |  |       |       |
|  | Munster A                         | 15                             | Leinster A                  | 44 |            |            |  |  |       |       |
|  | 4 abril 2014 – Memorial Stadium   |                                | Leinster A                  | 44 |            |            |  |  |       |       |
|  |                                   | Leeds Carnegie                 | 17                          |    |            |            |  |  |       |       |
|  | Bristol                           | Leeds Carnegie                 | 17                          | 39 |            |            |  |  |       |       |
|  | Bristol                           | 4 maig 2014 – Memorial Stadium |                             | 39 |            |            |  |  |       |       |
|  | Rotherham Titans                  | 24                             |                             |    |            |            |  |  |       |       |
|  | Rotherham Titans                  | 24                             | Bristol                     | 25 |            |            |  |  |       |       |
|  | 4 abril 2014 – Headingley Stadium |                                | Bristol                     | 25 |            |            |  |  |       |       |
|  |                                   | Leeds Carnegie                 | 30                          |    |            |            |  |  |       |       |
|  | Leeds Carnegie                    | Leeds Carnegie                 | 30                          | 41 |            |            |  |  |       |       |
|  | Leeds Carnegie                    |                                |                             | 41 |            |            |  |  |       |       |
|  | Plymouth Albion                   | 21                             |                             |    |            |            |  |  |       |       |
|  | Plymouth Albion                   | 21                             |                             |    |            |            |  |  |       |       |

### 2014-15
El nombre dels equips que juguen en la sisena edició es redueix de vint-i-quatre a vint, a causa de l'abandonament dels equips escocesos:
- 12 equips provinents del RFU Championship.
- 4 províncies irlandeses representades pels seus equips 'A'.
- 12 clubs de la Principality Premiership.

Els clubs escocesos es van retirar a causa d'un augment en el nombre dels partits de la fase grup abans de Nadal, de quatre a sis. Els equips escocesos creien que no serien capaços de competir plenament tant a la British and Irish Cup com a la BT Premiership; el principal torneig dels clubs d'Escòcia.
|  | Quarts de final                   | Quarts de final                 |                             |    | Semifinals | Semifinals |  |  | Final | Final |
|  |                                   |                                 |                             |    |            |            |  |  |       |       |
|  | 24 January 2015 – Castle Park     |                                 |                             |    |            |            |  |  |       |       |
|  |                                   |                                 |                             |    |            |            |  |  |       |       |
|  | Doncaster Knights                 | 38                              |                             |    |            |            |  |  |       |       |
|  | Doncaster Knights                 | 38                              | 14 March 2015 – Castle Park |    |            |            |  |  |       |       |
|  | Munster A                         | 17                              |                             |    |            |            |  |  |       |       |
|  | Munster A                         | 17                              | Doncaster Knights           | 27 |            |            |  |  |       |       |
|  | 23 January 2015 – Ashton Gate     |                                 | Doncaster Knights           | 27 |            |            |  |  |       |       |
|  |                                   | Bristol Rugby                   | 22                          |    |            |            |  |  |       |       |
|  | Bristol Rugby                     | Bristol Rugby                   | 22                          | 41 |            |            |  |  |       |       |
|  | Bristol Rugby                     |                                 | 3 April 2015 – Castle Park  | 41 |            |            |  |  |       |       |
|  | Yorkshire Carnegie                | 28                              |                             |    |            |            |  |  |       |       |
|  | Yorkshire Carnegie                | 28                              | Doncaster Knights           | 5  |            |            |  |  |       |       |
|  | 24 January 2015 – Sixways Stadium |                                 | Doncaster Knights           | 5  |            |            |  |  |       |       |
|  |                                   | Worcester Warriors              | 35                          |    |            |            |  |  |       |       |
|  | Worcester Warriors                | Worcester Warriors              | 35                          | 24 |            |            |  |  |       |       |
|  | Worcester Warriors                | 13 March 2015 – Sixways Stadium |                             | 24 |            |            |  |  |       |       |
|  | Pontypridd                        | 10                              |                             |    |            |            |  |  |       |       |
|  | Pontypridd                        | 10                              | Worcester Warriors          | 15 |            |            |  |  |       |       |
|  | 24 January 2015 – Clifton Lane    |                                 | Worcester Warriors          | 15 |            |            |  |  |       |       |
|  |                                   | Leinster A                      | 13                          |    |            |            |  |  |       |       |
|  | Rotherham Titans                  | Leinster A                      | 13                          | 32 |            |            |  |  |       |       |
|  | Rotherham Titans                  |                                 |                             | 32 |            |            |  |  |       |       |
|  | Leinster A                        | 51                              |                             |    |            |            |  |  |       |       |
|  | Leinster A                        | 51                              |                             |    |            |            |  |  |       |       |

## Equips
| Anglaterra            | 2009-10 | 2010-11 | 2011-12 | 2012-13 | 2013-14 | 2014-15 | Irlanda              | 2009-10 | 2010-11 | 2011-12 | 2012-13 | 2013-14 | 2014-15 | Escòcia     | 2009-10 | 2010-11 | 2011-12 | 2012-13 | 2013-14 | 2014-15 | Gal·les  | 2009-10 | 2010-11 | 2011-12 | 2012-13 | 2013-14 | 2014-15 |
| --------------------- | ------- | ------- | ------- | ------- | ------- | ------- | -------------------- | ------- | ------- | ------- | ------- | ------- | ------- | ----------- | ------- | ------- | ------- | ------- | ------- | ------- | -------- | ------- | ------- | ------- | ------- | ------- | ------- |
| Bedford Blues         | •       | •       | •       | •       | •       | •       | Leinster A           | •       | •       | •       | •       | •       | •       | Ayr         | •       | •       | •       |         | •       |         | Aberavon | •       |         | •       | •       | •       | •       |
| Birmingham & Solihull | •       | •       |         |         |         |         | Munster A            | •       | •       | •       | •       | •       | •       | Gael Force  | •       |         |         |         |         |         | Cardiff  | •       |         |         | •       |         |         |
| Bristol               | •       | •       | •       | •       | •       | •       | Ulster Ravens        | •       | •       | •       | •       | •       | •       | Heriot's FP | •       |         |         |         |         |         | Llanelli | •       | •       | •       | •       | •       |         |
| Cornish Pirates       | •       | •       | •       | •       | •       | •       | Connacht Eagles      |         |         |         | •       | •       | •       | Currie      |         | •       | •       |         |         |         | Neath    | •       | •       | •       | •       |         |         |
| Coventry              | •       |         |         |         |         |         |                      |         |         |         |         |         |         | Melrose     |         | •       | •       | •       |         |         | Newport  | •       | •       |         | •       |         |         |
| Doncaster Knights     | •       | •       | •       | •       |         | •       | Dundee HSFP          |         |         |         | •       |         |         | Pontypridd  | •       | •       | •       | •       | •       | •       |          |         |         |         |         |         |         |
| Exeter Chiefs         | •       |         |         |         |         |         | Gala                 |         |         |         | •       | •       |         | Llandovery  |         | •       |         | •       |         |         |          |         |         |         |         |         |         |
| Londres Welsh         | •       | •       | •       |         | •       |         | Stirling County      |         |         |         | •       | •       |         | Swansea     |         | •       | •       | •       |         |         |          |         |         |         |         |         |         |
| Moseley               | •       | •       | •       | •       | •       | •       | Edimburg Academicals |         |         |         |         | •       |         | Cross Keys  |         |         | •       | •       | •       | •       |          |         |         |         |         |         |         |
| Nottingham Rugby      | •       | •       | •       | •       | •       | •       |                      |         |         |         |         |         |         | Bedwas      |         |         |         | •       |         |         |          |         |         |         |         |         |         |
| Plymouth Albion       | •       | •       | •       | •       | •       | •       | Bridgend Ravens      |         |         |         | •       |         |         |             |         |         |         |         |         |         |          |         |         |         |         |         |         |
| Rotherham Titans      | •       | •       | •       | •       | •       | •       | Carmarthen Quins     |         |         |         | •       |         | •       |             |         |         |         |         |         |         |          |         |         |         |         |         |         |
| Esher                 |         | •       | •       |         |         |         |                      |         |         |         |         |         |         |             |         |         |         |         |         |         |          |         |         |         |         |         |         |
| Worcester Warriors    |         | •       |         |         |         | •       |                      |         |         |         |         |         |         |             |         |         |         |         |         |         |          |         |         |         |         |         |         |
| Yorkshire Carnegie    |         |         | •       | •       | •       | •       |                      |         |         |         |         |         |         |             |         |         |         |         |         |         |          |         |         |         |         |         |         |
| Londres Scottish      |         |         | •       | •       | •       | •       |                      |         |         |         |         |         |         |             |         |         |         |         |         |         |          |         |         |         |         |         |         |
| Jersey                |         |         |         | •       | •       | •       |                      |         |         |         |         |         |         |             |         |         |         |         |         |         |          |         |         |         |         |         |         |
| Newcastle Falcons     |         |         |         | •       |         |         |                      |         |         |         |         |         |         |             |         |         |         |         |         |         |          |         |         |         |         |         |         |
| Ealing Trailfinders   |         |         |         |         | •       |         |                      |         |         |         |         |         |         |             |         |         |         |         |         |         |          |         |         |         |         |         |         |

## Geografia
| Equip                 | Estadi                     | Capacitat        | Ciutat/Àrea/Pais                              |
| --------------------- | -------------------------- | ---------------- | --------------------------------------------- |
| Aberavon              | Talbot Athletic Ground     | 3,000            | Port Talbot, Neath Port Talbot, Gal·les       |
| Ayr                   | Millbrae                   | Unknown          | Alloway, South Ayrshire, Escòcia              |
| Bedford Blues         | Goldington Road            | 4,684            | Bedford, Bedfordshire, Anglaterra             |
| Bedwas                | The Bridge Field           | Unknown          | Bedwas, Caerphilly County Borough, Gal·les    |
| Birmingham & Solihull | Sharmans Cross Road        | 3,500            | Solihull, West Midlands, Anglaterra           |
| Bridgend Ravens       | Brewery Field              | 8,000            | Bridgend, Bridgend County Borough, Gal·les    |
| Bristol               | Ashton Gate                | 13,100           | Ashton, Bristol, Anglaterra                   |
| Cardiff               | Cardiff Arms Park          | 13,500           | Cardiff, Gal·les                              |
| Carmarthen Quins      | Carmarthen Park            | Unknown          | Carmarthen, Carmarthenshire, Gal·les          |
| Connacht Eagles       | Sportsgrounds              | 9,500            | Galway, Irlanda                               |
| Cornish Pirates       | Mennaye Field              | 4,000            | Penzance, Cornwall, Anglaterra                |
| Coventry              | Butts Park Arena           | 4,000            | Coventry, West Midlands, Anglaterra           |
| Cross Keys            | Pandy Park                 | Unknown          | Crosskeys, Caerphilly County Borough, Gal·les |
| Currie                | Malleny Park               | Unknown          | Balerno, Edimburg, Escòcia                    |
| Doncaster Knights     | Castle Park                | 3,075            | Doncaster, South Yorkshire, Anglaterra        |
| Dundee HSFP           | maigfield Playing Fields   | Unknown          | Dundee, Escòcia                               |
| Ealing Trailfinders   | Trailfinders Sports Ground | Unknown          | West Ealing, Londres, Anglaterra              |
| Edimburg Academicals  | Raeburn Place              | 5,000            | Stockbridge, Edimburg, Escòcia                |
| Esher                 | Molesey Road               | Unknown          | Esher, Surrey, Anglaterra                     |
| Exeter Chiefs         | Sandy Park                 | 10,744           | Exeter, Devon, Anglaterra                     |
| Gael Force            | Bridgehaugh                | 4,000            | Stirling, Escòcia                             |
| Gala                  | Netherdale                 | 6,000            | Galashiels, Scottish Borders, Escòcia         |
| Heriot's FP           | Goldenacre                 | Unknown          | Edimburg, Escòcia                             |
| Jersey                | St. Peter                  | 5,000            | Saint Peter, Jersey                           |
| Leinster A            | Donnybrook                 | 7,000            | Dublín, Irlanda                               |
| Llandovery            | Church Bank                | 5,000            | Llandovery, Carmarthenshire, Gal·les          |
| Llanelli              | Parc y Scarlets            | 14,870           | Llanelli, Carmarthenshire, Gal·les            |
| Londres Scottish      | Richmond Athletic Ground   | 1,000 seat stand | Richmond, Londres, Anglaterra                 |
| Londres Welsh         | Kassam Stadium             | 12,500           | Oxford, Oxfordshire, Anglaterra               |
| Melrose               | The Greenyards             | Unknown          | Melrose, Scottish Borders, Escòcia            |
| Moseley               | Billesley Common           | 3,650            | Birmingham, West Midlands, Anglaterra         |
| Munster A             | Musgrave Park              | 8,300            | Cork, Irlanda                                 |
| Neath                 | The Gnoll                  | 7,500            | Neath, Neath Port Talbot, Gal·les             |
| Newcastle Falcons     | Kingston Park              | 10,200           | Newcastle upon Tyne, Anglaterra               |
| Newport               | Rodney Parade              | 10,500           | Newport, South Wales, Gal·les                 |
| Nottingham            | Meadow Lane                | 19,588           | Nottingham, Nottinghamshire, Anglaterra       |
| Plymouth Albion       | The Brickfields            | 6,500            | Plymouth, Devon, Anglaterra                   |
| Pontypridd            | Sardis Road                | 5,285            | Pontypridd, Rhondda Cynon Taf, Gal·les        |
| Rotherham Titans      | Clifton Lane               | 2,500            | Rotherham, South Yorkshire, Anglaterra        |
| Stirling County       | Bridgehaugh                | 4,000            | Stirling, Escòcia                             |
| Swansea               | St Helens                  | 4,500            | Brynmill, Swansea, Gal·les                    |
| Ulster Ravens         | Kingspan Stadium           | 18,196           | Belfast, Northern Ireland                     |
| Worcester Warriors    | Sixways Stadium            | 13,500           | Worcester, Anglaterra                         |
| Yorkshire Carnegie    | Headingley Stadium         | 21,062           | Headingley, Leeds, Anglaterra                 |